# Susan Blackmore
Susan Jane Blackmoreová (* 29. července 1951, Londýn) je anglická spisovatelka. Oborem jejího bádání a publikační činnosti jsou především existence paranormálních jevů, memetika, vývojové teorie a vědomí.
Roku 1971 vystudovala na Oxford University. Na University of Surrey, získala v roce 1980 titul Ph.D. v oboru parapsychologie.

## Tvorba
- Beyond the Body: An Investigation of Out-Of-The-Body Experiences, Academy Chicago Publishers, 1983
- In Search of the Light: The Adventures of a Parapsychologist, Prometheus Books, 1987
- Dying to Live: Near-Death Experiences, 1993
- Test Your Psychic Powers, with Adam Hart-Davis, Thorsons Publishing, 1995
- The Meme Machine, Oxford University Press, reprint edition 2000 – kniha, která ji proslavila nejvíce
- Consciousness: An Introduction, Oxford University Press, 2003
- Consciousness: A Very Short Introduction, Oxford University Press, 2005
- Conversations on Consciousness Oxford University Press, 2005

### V Česku
V českém jazyce vyšlo:
- Blackmore, Susan J. Umírání jako cesta k životu: věda a předsmrtné prožitky. Překlad Alexandra Kotoulková. Vyd. 1. Brno: Nakladatelství Tomáše Janečka, 1993. 294 s. Bollingenská věž. ISBN 80-900802-8-6.
- Blackmore, Susan J. Teorie memů: kultura a její evoluce. Překlad Martin Konvička. Vyd. 1. Praha: Portál, 2001. 302 s. ISBN 80-7178-394-3.